# Rudzki Młyn
Rudzki Młyn (niem. Rudamühl) – osada w Polsce położona w województwie kujawsko-pomorskim, w powiecie tucholskim, w gminie Cekcyn.
W latach 1975–1998 miejscowość należała administracyjnie do województwa bydgoskiego.
W 1943 roku okupanci niemieccy wprowadzili dla miejscowości nazwę hitlerowską Raudenmühl.